# Gellio Coronaro
Gellio Benvenuto Coronaro, né le 30 novembre 1863 à Vicence et mort le 26 juillet 1916 à Milan, est un pianiste et compositeur italien.

## Biographie
Il fait ses débuts comme pianiste à l'âge de huit ans. À l'âge de treize ans, il devient chef lyrique à Marostica et deux ans plus tard, il devient chef de chœur. C'est en 1882 qu'il entre au Liceo Rossini à Bologne, où il est l'élève de Alessandro Busi, Parisini et Luigi Mancinelli. Il en ressort diplômé l'année suivante, obtenant le premier prix avec son opéra Jolanda, créé au conservatoire de Milan la même année.

## Œuvres
Parmi ses œuvres, on trouve plusieurs mélodies et pièces pour piano, ainsi que les œuvres suivantes :

### Opéra
- Festa a Marina, esquisse dramatique en un acte (premier prix Sonzono, 1892)
- Minestrone napoletano, opérette (Messine, 1893)
- Claudia, opéra (Milan 1895)
- Turridu, opéra (Vicence, 30 novembre 1905)
- Bertoldo, opéra (Milan, 1910)

### Musique sacrée
- Deux messes

### Musique de chambre
- Quatuor à cordes